# Cephalostemon angustatus
Cephalostemon angustatus là một loài thực vật có hoa trong họ Rapateaceae. Loài này được Malme mô tả khoa học đầu tiên năm 1935.